# بورژوای نجیب‌زاده

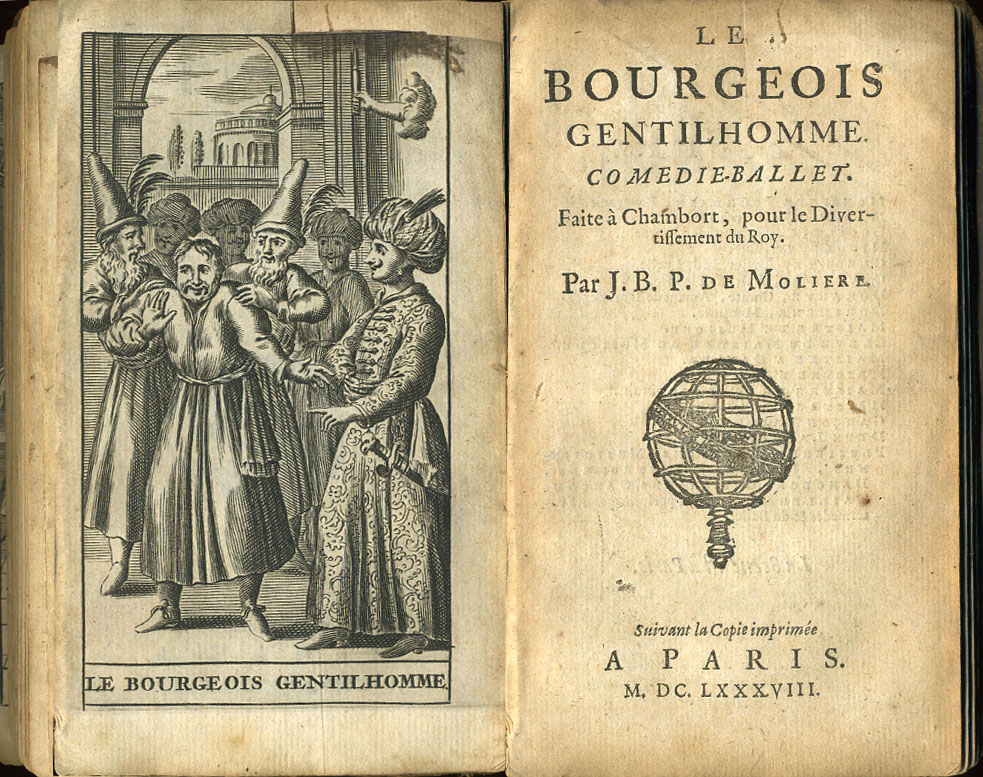
عنوان و صفحهٔ اصلی "Le Bourgeois gentilhomme" از نسخهٔ ۱۶۸۸.

بورژوای نجیب‌زاده (به فرانسوی: Le Bourgeois gentilhomme)، (به انگلیسی: The Bourgeois Gentleman) یک کمدی باله موزیکال است که در پنج پرده توسط مولیر نوشته شده‌است. این نمایشنامه اولین بار ۱۴ اکتبر ۱۶۷۰ در کاخ شمبورد در دربار لوئی چهاردهم به روی صحنه رفت. موسیقی آن توسط ژان-بتیست لولی ساخته شده‌است.

## داستان نمایش
بورژوای نجیب‌زاده داستان تاجر پارچه فروش موفق و ثروتمندی که ساده‌لوح و سطحی است و تمایل به نجیب‌زادگی دارد.

## شخصیت‌ها
- Monsieur Jourdain: موسیو ژوردن، یک بورژوا
- Madame Jourdain: مادام ژوردن، همسر او
- Lucile: لوسیل، دختر موسیو ژوردن
- Nicole: نیکل، پیشخدمت آنها
- Cléonte: کل‌اونت، خواستگار لوسیل
- Covielle: مستخدم کل‌اونت و علاقه‌مند به نیکول
- Dorante: کنت دورانت، خواستگار دوریمن
- Dorimène: دوریمن، مارکیز، بیوه
- استاد فلسفه
- استاد موسیقی
- شاگرد استاد موسیقی
- استاد رقص
- استاد شمشیربازی
- خیاط
- شاگرد خیاط
- دو نوکر
- تعدادی مرد و زن نوازنده موسیقی، رقاص‌ها، آشپزها، شاگرد خیاط‌ها و کسانی که در باله شرکت خواهند کرد.

## رسانه
- آیا در شنیدن پرونده مشکل دارید؟ راهنمای رسانه را ببینید.